# Jindřich Leskauer
Jindřich Leskauer (16. července 1917 Brno – 16. ledna 1941 Severní moře) byl český palubní radiotelegrafista 311. československé bombardovací perutě a oběť druhé světové války.

## Život

### Před druhou světovou válkou
Jindřich Leskauer se narodil 16. července 1917 v Brně v rodině strojvedoucího a poté přednosty nákladového nádraží Jindřicha Leskauera a Amálie, rozené Weisové. V roce 1936 v rodném městě odmaturoval na I. českém státním reálném gymnáziu, následně nastoupil na prezenční vojenskou službu v Bratislavě a Olomouci. Rozhodl se stát vojákem z povolání a v roce 1937 začal studovat na Vojenské akademii v Hranicích, kterou v roce 1938 zdárně opustil jako poručík letectva a do rozpuštění Československé armády sloužil u Leteckého pluku 3.

### Druhá světová válka
Po německé okupaci v březnu 1939 se Jindřich Leskauer přestěhoval do Žďáru nad Sázavou za rodinou. V závěru roku 1939 opustil společně s B. Holemářem a J. Svatoněm ilegálně Protektorát Čechy a Morava a přes Slovensko se dostal do Maďarska, kde byl uvězněn. Po propuštění pokračoval přes Jugoslávii, Řecko, Turecko a Bejrút do Francie, kde vstoupil do zde vznikající jednotky Československé armády v zahraničí. Následně byl zařazen do francouzského bombardovacího letectva na základně Mérignac, kde prodělával výcvik na francouzskou techniku. Do bojů o Francii nezasáhl. Po jejím pádu v červnu 1940 se evakuoval do Spojeného království. Zde byl přijat do Royal Air Force a zařazen do 311. československé bombardovací peruti. Mezi říjnem a prosincem 1940 absolvoval operační výcvik, po kterém byl zařazen do bojové posádky jako radiotelegrafista. Dne 16. prosince 1940 zahájil operační turnus při náletu na Mannheim. Dne 16. ledna 1941 odstartoval na pozici radiotelegrafisty k náletu na Wilhelmshaven. Během návratu se jeho stroj Vickers Wellington Mk.IC T2519 KX-Y zřítil do Severního moře v prostoru západně od Západofríských ostrovů z důvodu silné námrazy. Během následné pátrací akce nebyl stroj a ani žádný z členů posádky nalezen. Ani v následujícím období moře žádné z těl nevyplavilo.

## Posmrtná ocenění
- Antonín Kubizňák byl 1. června 1991 in memoriam povýšen do hodnosti podplukovníka
- Po Jindřichu Leskauerovi byla v roce 1997 pojmenována jedna z ulic v brněnské Líšni[1]